# 발비

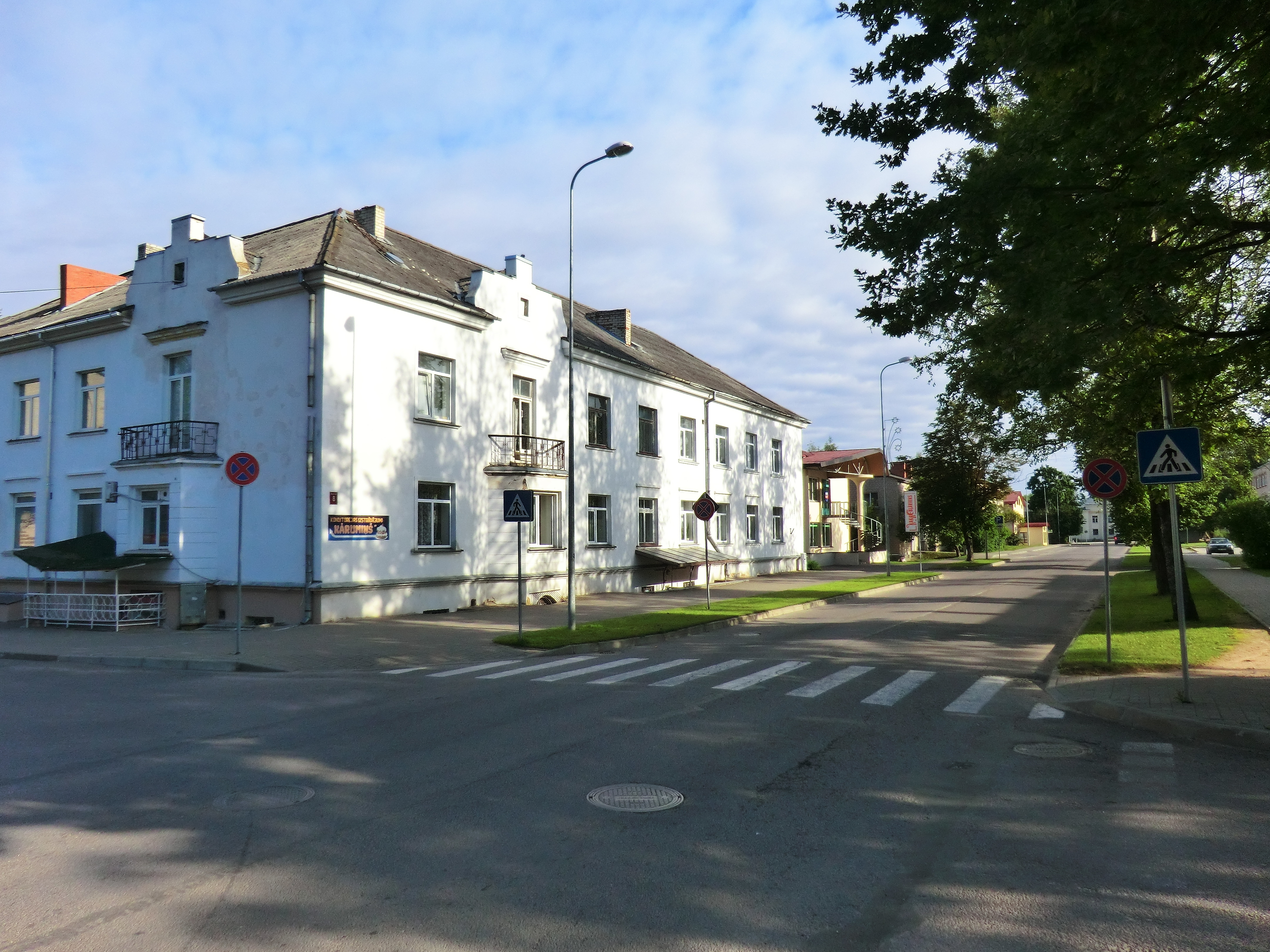
발비에 있는 베르스필스(Bērzpils) 거리

발비(라트비아어: Balvi)는 라트비아 동부에 위치한 도시로 발비 시의 행정 중심지이며 면적은 5.1km2, 인구는 7,997명, 인구 밀도는 1,576명/km2이다. 1224년에 처음으로 등장했으며 1928년 도시 지위를 부여받았다.

시기
시 문장